# Гіпокрас

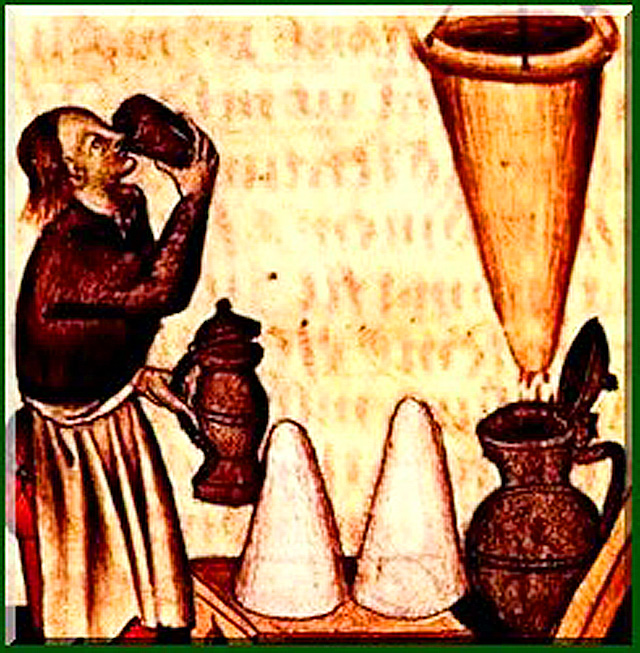
Виготовлення гіпокрасу у Середньовіччі

Гіпокрáс або вино гіпокрáс (лат. vīnum Hippocraticum, hypocras, до XVI ст. ipocras, ypocras) — популярний напій по всій Європі від Середніх віків до вісімнадцятого століття. Основні інгредієнти — вино і мед (використовувався як підсолоджувач напоїв, тому що цукор у середньовічній кухні вважався розкішшю, зарезервованою для обраних), додавалися й деякі спеції, такі як мускатний горіх, кориця, гвоздика, імбир, чорний перець, і т. д. Традиція приписує, що його винайшов грецький лікар Гіппократ, у V столітті до н. е., тому напій має таку назву. Хоча доказів тому немає.